# Eddie Gorodetsky
Eddie Gorodetsky é um produtor, diretor, ator e roteirista de séries de televisão. É mais conhecido por seu trabalho na série Two and a Half Men e no programa de auditório Saturday Night Live.

## Carreira

### Como produtor
- Mom (2013-presente)
- Two and a Half Men (2003-2015)
- The Big Bang Theory (2010-2012)
- Greetings from Tucson (2002-2003)
- Family Affair (2002-2003)
- Dharma & Greg (1999-2002)
- The Wayans Bros. (1998-1999)
- Hitz (1997)
- Brotherly Love (1995-1996)
- 30 Rock (1994-1995)
- Def Comedy Jam (1992)

### Como roteirista
- Mom (2013-presente)
- Two and a Half Men (2003-2012)
- The Big Bang Theory (2011)
- People's Choice Awards (2004)
- According to Jim (2002)
- Dharma & Greg (1999-2002)
- Mr. Vegas All-Night Party Starring Drew Carey (1997)
- Brotherly Love (1995-1997)
- 30 Rock (1993-1995)
- Batman: The Animated Series (1992)
- Saturday Night Live: The Best of Robin Williams (1991)
- Don't Try This at Home! (1990)
- Ron Reagan Is the President's Son (1988)
- Cruel Tricks for Dear Friends (1987)
- Saturday Night Live (1987)
- The Late Show with David Letterman (1984-1985)
- SCTV Network 90 (1982)

### Como ator
- Two and a Half Men (2003-2009) - Doug/Sir Lancelot
- Masked and Anonymous  (2003) - Bacchus
- 30 Rock (1994) - Sr. Considine
- Penn & Teller Get Killed (1989) - Big Guy

### Como diretor
- Dharma & Greg (1997)
- 30 Rock (1993)

## Prêmios e indicações
| Ano  | Prêmio      | Categoria                                             | Resultado |
| ---- | ----------- | ----------------------------------------------------- | --------- |
| 1982 | Emmy Awards | Melhor Roteiro para um Programa Musical ou de Comédia | Indicado  |
| 1985 | Emmy Awards | Melhor Roteiro para um Programa Musical ou de Comédia | Venceu    |
| 1987 | Emmy Awards | Melhor Roteiro para um Programa Musical ou de Comédia | Indicado  |
| 2006 | Emmy Awards | Melhor roteirista em uma Série de Comédia             | Indicado  |
| 2007 | Emmy Awards | Melhor roteirista em uma Série de Comédia             | Indicado  |